# Sokił (obwód chmielnicki)
Sokił (ukr. Сокіл) – wieś na Ukrainie, w obwodzie chmielnickim, w rejonie kamienieckim.